# Anostomus brevior
Anostomus brevior és una espècie de peix de la família dels anostòmids i de l'ordre dels caraciformes.

## Morfologia
- Els mascles poden assolir 12 cm de llargària total.[4][5]

## Alimentació
Menja algues.

## Hàbitat
Viu en zones de clima tropical.

## Distribució geogràfica
Es troba a Sud-amèrica: conca del riu Oyapock a la Guaiana Francesa.

## Observacions
És sovint trobat en companyia de Leporinus despaxi, Bryconops affinis i Eigenmannia virescens.